# كتشب
الكَتْشَب أو الكتشاب هو تابل أو صلصة. على الرغم من أن الوصفات الأصلية تستخدم بياض البيض أو الفطر أو المحار أو العنب أو بلح البحر أو الجوز من بين المكونات الأخرى، إلا ان المصطلح الحالي يشير عادةً إلى كَتشب الطماطم.
كَتشب الطماطم هو صلصة حلوة ولاذعة مصنوعة من الطماطم والسكر والخل مع التوابل والبهارات. تتنوع البهارات والنكهات المضافة، ولكنها تشمل عادةً البصل والفلفل الافرنجي والكزبرة والقرنفل والكمون والثوم والخردل، وأحيانًا تشمل الكرفس أو القرفة أو الزنجبيل.
شركة كَتشب طماطم هاينز هي الشركة الرائدة في إنتاج الكَتشب في سوق الولايات المتحدة (60٪ من حصة السوق) والمملكة المتحدة (82٪).
غالبًا ما يستخدم كَتشب الطماطم كتابل للأطباق التي تقدم عادةً ساخنة وتلك التي قد تكون مقلية أو دهنية، مثل البطاطس المقلية والهامبرغر والهوت دوغ وتشيكن تندرز وتاتر توتس والشطائر الساخنة وفطائر اللحم والبيض المطبوخ واللحم المشوي أو المقلي. يستخدم الكَتشب أحيانًا كأساس أو كأحد عناصر الصلصات والتتبيلات الأخرى، ويستخدم أيضاً لتنكيه الوجبات الخفيفة مثل الرقائق المقلية.

## التاريخ

### أصل الكلمة
في القرن السابع عشر، خلط الصينيون السمك المخلل مع البهارات وأطلقو عليه «كويتشياب أو كيتشياب» (kôe-chiap أو kê-chiap) (بالمندرينية الصينية 鮭汁، وتلفظ كوي-تشي) والتي تعني الماء المالح للسمك المخلل (鮭, تعني «السلمون» ;  汁, تعني «عصير»). وصلت صلصة المائدة هذه بحلول أوائل القرن الثامن عشر إلى ولايات الملايو (ماليزيا وسنغافورة حالياً)، حيث تذوقها المستعمرون الإنجليز لأول مرة. كانت الكلمة الماليزية-الملاوية للصلصة هي «كيكاب أو كيتشاب» (kicap أو kecap) (تلفظ  [kɛt͡ʃap]). تطورت هذه الكلمة إلى الكلمة الإنجليزية «كتشب» (ketchup).

### كَتشب الفطر

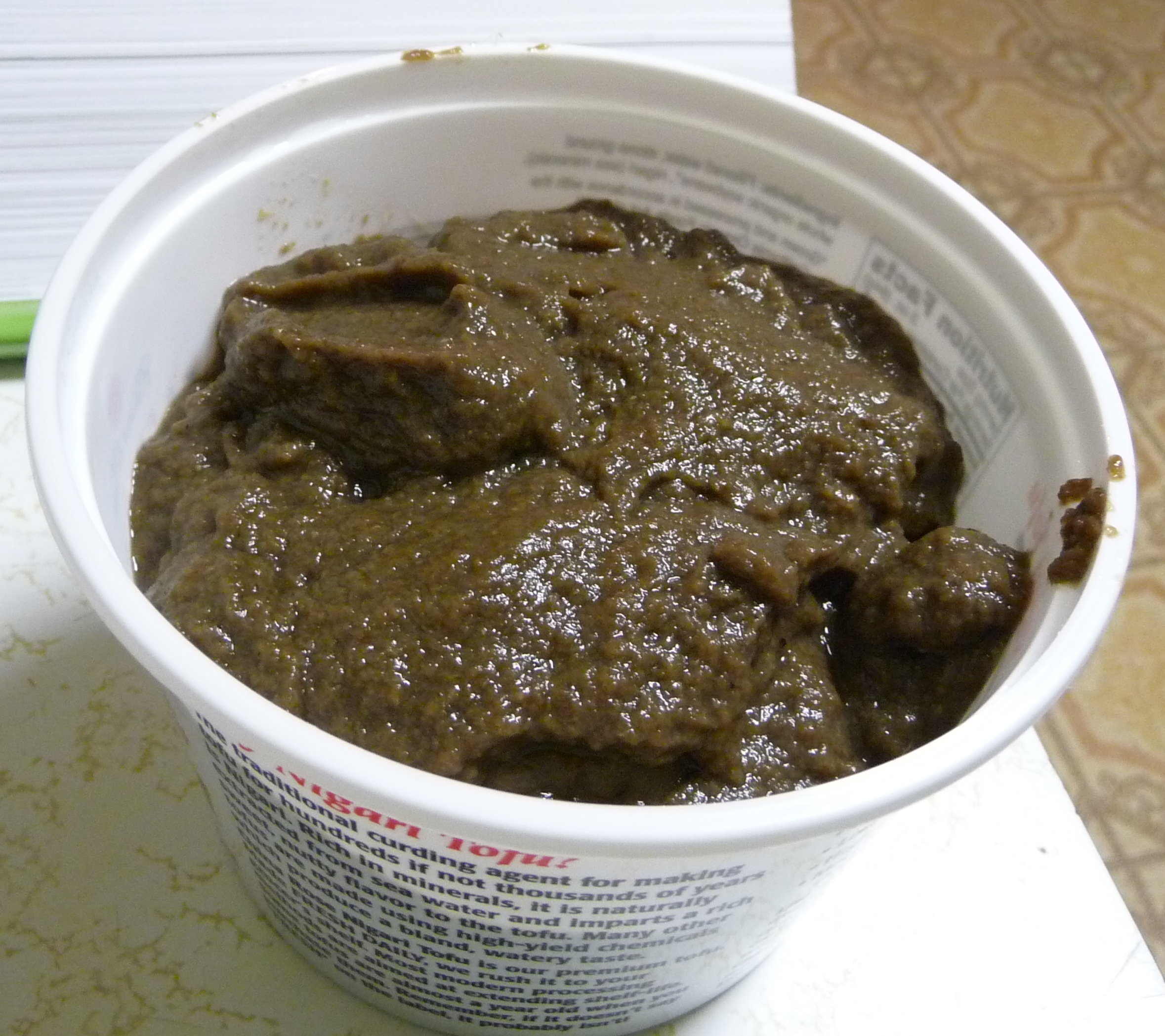
كَتشب الفطر منزلي التحضير في وعاءٍ بلاستيكي.

في المملكة المتحدة، حُضر الكَتشب تاريخيًا وفي الأصل من الفطر كمكون أساسي، بدلاً من الطماطم. بدأت وصفات الكَتشب في الظهور في كتب الطبخ البريطانية ثم الأمريكية في القرن الثامن عشر. في كتاب طبخ ظهر في لندن عام 1742، كانت صلصة السمك قد اكتسبت بالفعل نكهة بريطانية للغاية، وذلك بواسطة إضافة الكراث والفطر. سرعان ما أصبح الفطر المكون الرئيسي، ومن عام 1750 إلى عام 1850، بدأت كلمة «كتشب» تعني أي من الصلصات الداكنة ذات القوام الرقيق المصنوعة من الفطر أو حتى الجوز.
في الولايات المتحدة، يعود تاريخ كَتشب الفطر إلى عام 1770 على الأقل، وقد أعده المستعمرون البريطانيون في المستعمرات الثلاثة عشرة. في الأزمنة المعاصرة، يتوفر كَتشب الفطر في المملكة المتحدة، على الرغم من أنه ليس تابلاً شائع الاستخدام.

### كَتشب الطماطم

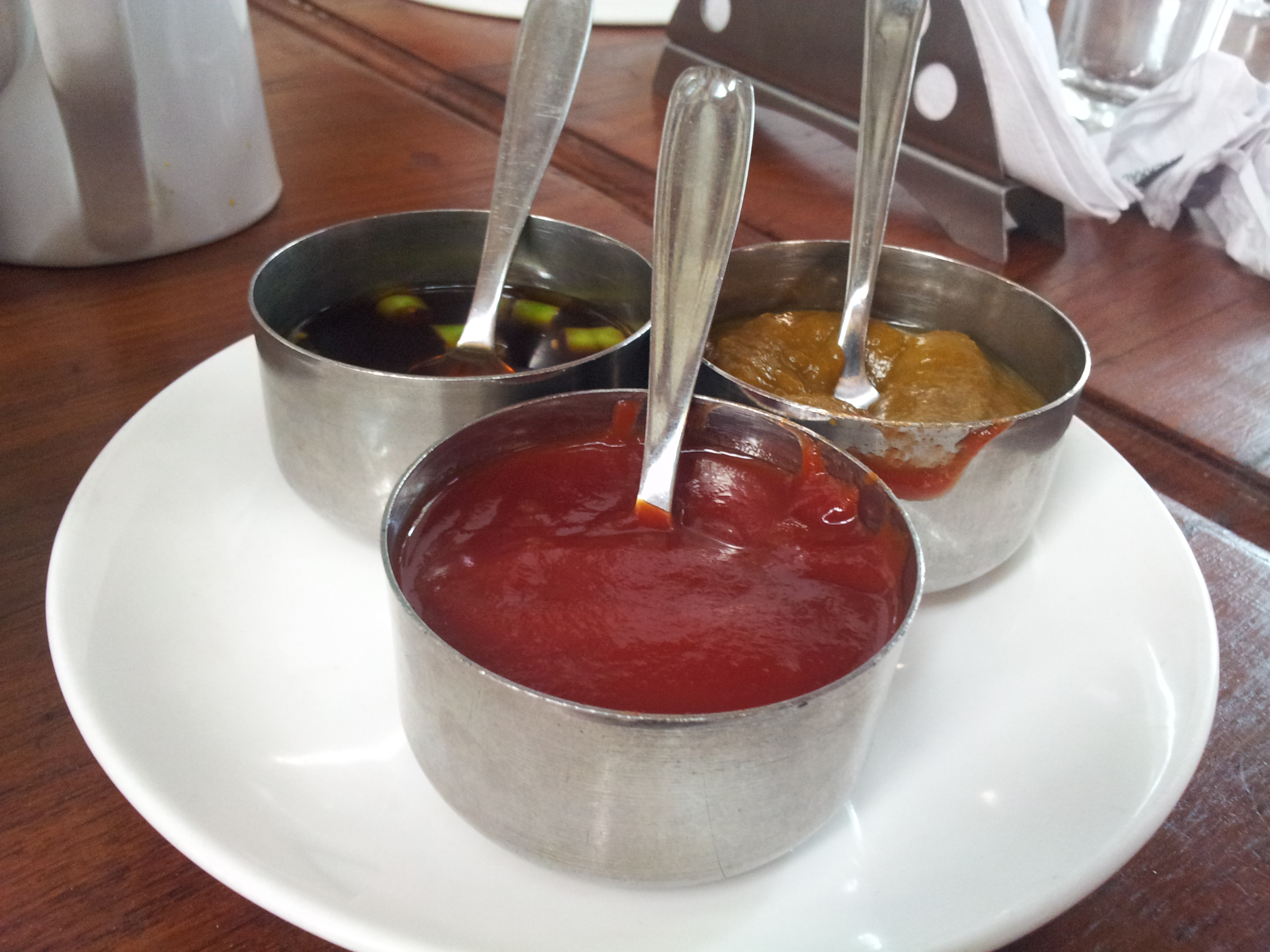
كَتشب الطماطم وتوابل أخرى.

اُبتكرت العديد من الأنواع المختلفة للكتشب، لكن النسخة المحضرة من الطماطم لم تظهر إلا بعد قرن من الزمان بعد ظهور الأنواع الأخرى.
في الأسفل، وصفة مبكرة لـ "Tomata Catsup" (كاتسوب الطماطم) من عام 1817 حيث لا يزال الكَتشب حينها يحتوي على سمك ألأنشوفة:
1. اجمع جالونًا من حبات الطماطم الناضجة الحمراء؛ واهرسهم مع رطل من الملح.
2. دع الهريس يرتاح لمدة ثلاثة أيام، ثم قم بتصفية العصير من الهريس، وأضف عليه ربع رطل من الأنشوفة، وأوقيتين من الكراث، وأوقية من الفلفل الأسود المطحون إلى كل كوارت (ربع غالون) من العصير.
3. يُغلى المزيج معًا لمدة نصف ساعة، ويُصفى من خلال منخل، ويُوضع فيه التوابل التالية؛ ربع أونصة من جوزة الطيب والبهار والزنجبيل، ونصف أوقية من مسحوق قشور جوزة الطيب، و1/16 أوقية من بذور الكزبرة، و1/32 أوقية من الدود القرمزي.
4. أخلط المكونات معاً؛ ودعهم ينضجوا برفق على نار هادئة لمدة عشرين دقيقة، ثم صفيهم من خلال كيس: عندما يبرد، قم بتعبئته في قناني، مع إضافة كأس من البراندي إلى كل زجاجة. سوف يبقى صالحاً لمدة سبع سنوات.

بحلول منتصف خمسينيات القرن التاسع عشر، ألغيت إضافة الأنشوفة إلى الكتشب.
نشر جيمس ميس وصفة أخرى في عام 1812. في عام 1824، ظهرت وصفة كَتشب باستخدام الطماطم في كتاب «ربة المنزل الفرجينية» (The Virginia Housewife) (كتاب طهي مؤثر من القرن التاسع عشر كتبته ماري راندولف، ابنة عم توماس جيفرسون). بدأ الطهاة الأمريكيون في تحلية الكَتشب في القرن التاسع عشر.
مع تقدم القرن، بدأت شعبية كَتشب الطماطم بالارتفاع في الولايات المتحدة. كان الكَتشب شائعًا قبل الطماطم الطازجة بفترة طويلة لذلك كان الناس أقل ترددًا في تناول الطماطم كجزء من منتج معالج للغاية طُهي وخلط بالخل والتوابل. ومع  بداية القرن التاسع عشر أعلنت صحيفة «نيويورك سيتي تريبيون» أن كاتشاب الطماطم هو «التابل الوطني لأميركا» والذي كان موجوداً على كل مائدة في البلاد.
بيع الكَتشب محلياً بواسطة المزارعين. ينسب إلى جوناس يركيس أنه أول أمريكي باع كَتشب الطماطم في قارورة زجاجية. وبحلول عام 1837، كان يركيس قد أنتج ووزع الكَتشب على المستوى الوطني. بعد ذلك بوقت قصير حذت شركات أخرى حذوه. وفي عام 1876، بدأ شركة «هاينز» بإنتاج كَتشب الطماطم. حيث كان شعار إعلان كَتشب هاينز: «راحة مباركة للأم والنساء الأخريات في المنزل!»، إشارة إلى العملية الطويلة المطلوبة لإنتاج كَتشب الطماطم في المنزل. مع زيادة إنتاج الكَتشب على المستوى الصناعي وبالتالي الحاجة إلى زيادة مدة الصلاحية، كان في السكر المضاف إلى الكتشب زيادة كبيرة، مما إدى إلى نشوء تركيبتنا الحديثة ذات الطعم الحلوة والحامض. في أستراليا، لم يُضاف السكر إلى صلصة الطماطم حتى أواخر القرن التاسع عشر، حيث كان يُضاف بكميات صغيرة في البداية، ولكنه اليوم يحتوي على نفس كمية السكر الموجود في الكَتشب الأمريكي.
عرَّف قاموس ويبستر لعام 1913 «الكتشب» (catchup، يُكتب أيضاً ketchup) بأنه: «صلصة المائدة المصنوعة من الفطر أو الطماطم أو الجوز، إلخ».
ظهر الكَتشب الحديث في السنوات الأولى من القرن العشرين، نتيجة للجدل حول استخدام بنزوات الصوديوم كمادة حافظة في التوابل. طعن هارفي واشنطن ويلي، وهو «أب» وكالة إدارة الغذاء والدواء في الولايات المتحدة، بسلامة مادة البنزوات والتي حُظرت بموجب قانون الأغذية والأدوية النقية لعام 1906. رداً على ذلك الحظر، سعى رواد الأعمال بمن فيهم هنري جون هاينز، إلى ابتكار وصفة بديلة تلغي الحاجة إلى تلك المادة الحافظة. أجرت عالمة الأحياء الدقيقة التي تعمل في وزارة الزراعة الأمريكية كاثرين بيتينغ بحثاً أثبت في عام 1909 أن زيادة محتوى السكر والخل في المنتج من شأنه أن يمنع التلف دون استخدام المواد الحافظة الاصطناعية. وقد ساعدها زوجها أرفيل بيتينغ، المسؤول في تلك الوكالة.
قبل ظهور هاينز (وزملائه المبتكرين)، كان كَتشب الطماطم التجاري في ذلك الوقت ذو قوام مائي وخفيف، ويرجع ذلك جزئيًا إلى استخدام الطماطم غير الناضجة، والتي كانت منخفضة في محتواها من البكتين. كان الكَتشب حينها يحتوي على خل أقل من الكَتشب الحديث؛ استُغني على الحاجة إلى البنزوات دون حدوث تلف أو رداءة في النكهة عن طريق تخليل الطماطم الناضجة.

### الابتكارات اللاحقة
في منافذ الوجبات السريعة، غالبًا ما يوزع الكَتشب في أكياس أو علب (أحواض) صغيرة. يمزق المشترون الجانب أو الجزء العلوي ويعصرون الكَتشب من الأكياس، أو يزيلون غطاء القصدير من العلب لغمس الطعام فيها. في عام 2011، بدأت شركة هاينز في تقديم عبوات جديدة، تسمى عبوات "Dip and Squeeze" (غمس وأعصر)، والتي يمكن فتحها بأي طريقة، مما يوفر كلا الخيارين (العصر أو الغمس).
قامت بعض منافذ الوجبات السريعة مسبقًا بتوزيع الكَتشب من المضخات اليدوية في أكواب ورقية. عادت هذه الطريقة إلى الظهور في العقد الأول من القرن الحادي والعشرين، حيث أُخذت التكلفة والمخاوف البيئية بشأن الاستخدام المتزايد لأكواب الكَتشب البلاستيكية الفردية في الاعتبار.
في أكتوبر من عام 2000، قدمت هاينز منتجات كَتشب ملونة تُدعى "EZ Squirt"، والتي تضمنت كَتشب بألوان الأخضر (2000) والأرجواني (2001) والالوان الغامضة (الوردي أو البرتقالي أو الشرشيري، 2002) والأزرق (2003). صُنعت هذه المنتجات بإضافة ألوان الطعام إلى الكَتشب التقليدي. اعتبارًا من 2006 أُوقفت إنتاج هذه المنتجات.

في مارس من عام 2018، أطلقت شركة كيك ستارتر حملتها لشرائح الكتشب. كان الاستقبال مستقطبًا، حيث استشهدت أخبار مجلة التايم بالمراجعات السلبية التي تصف المنتج بإنه «جريمة»، والمراجعات الإيجابية التي تصفه بكونه «يحدث ثورة في الطريقة التي نستخدم بها الصلصة».

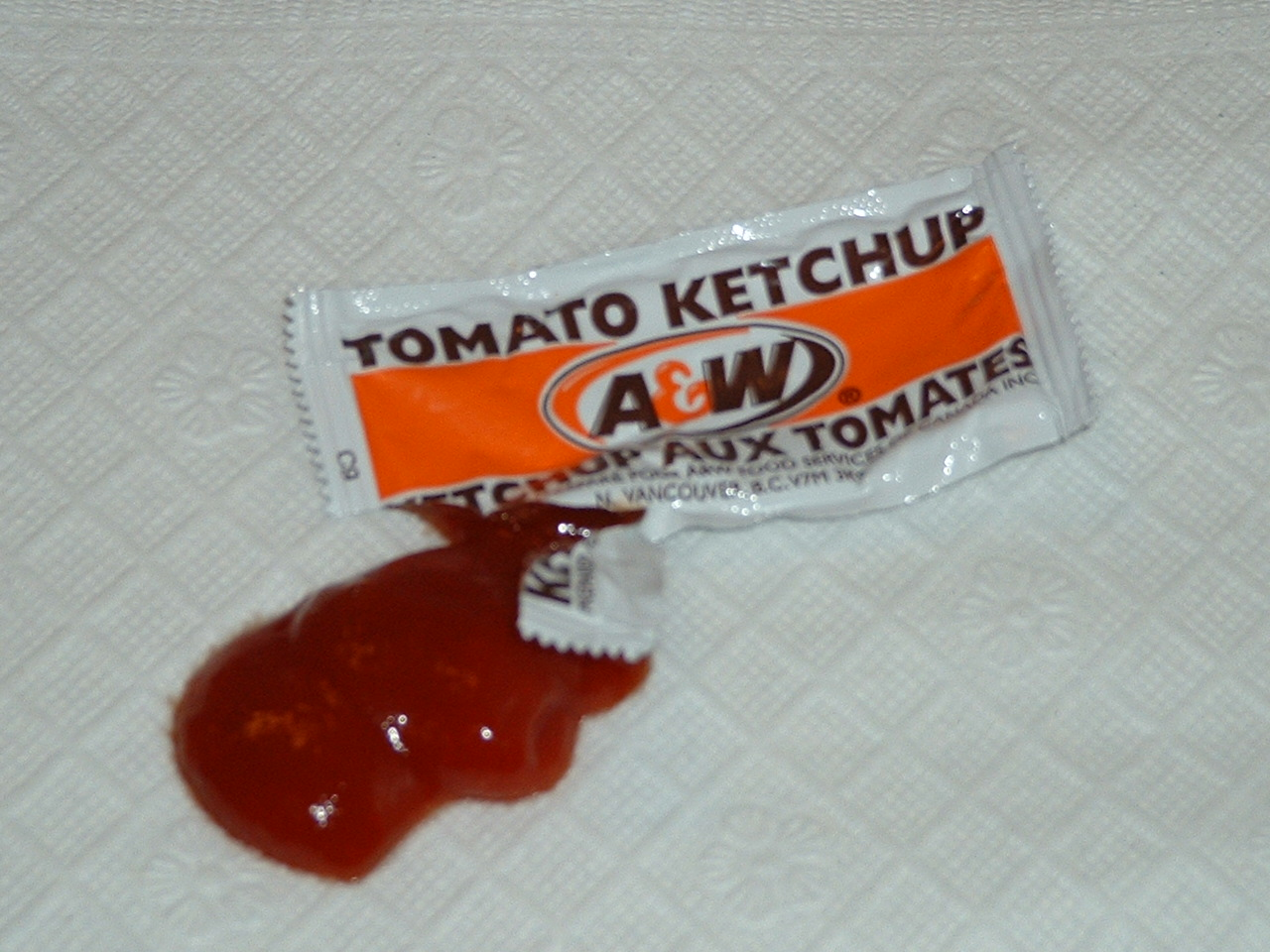
كيس كتشب مفتوح.
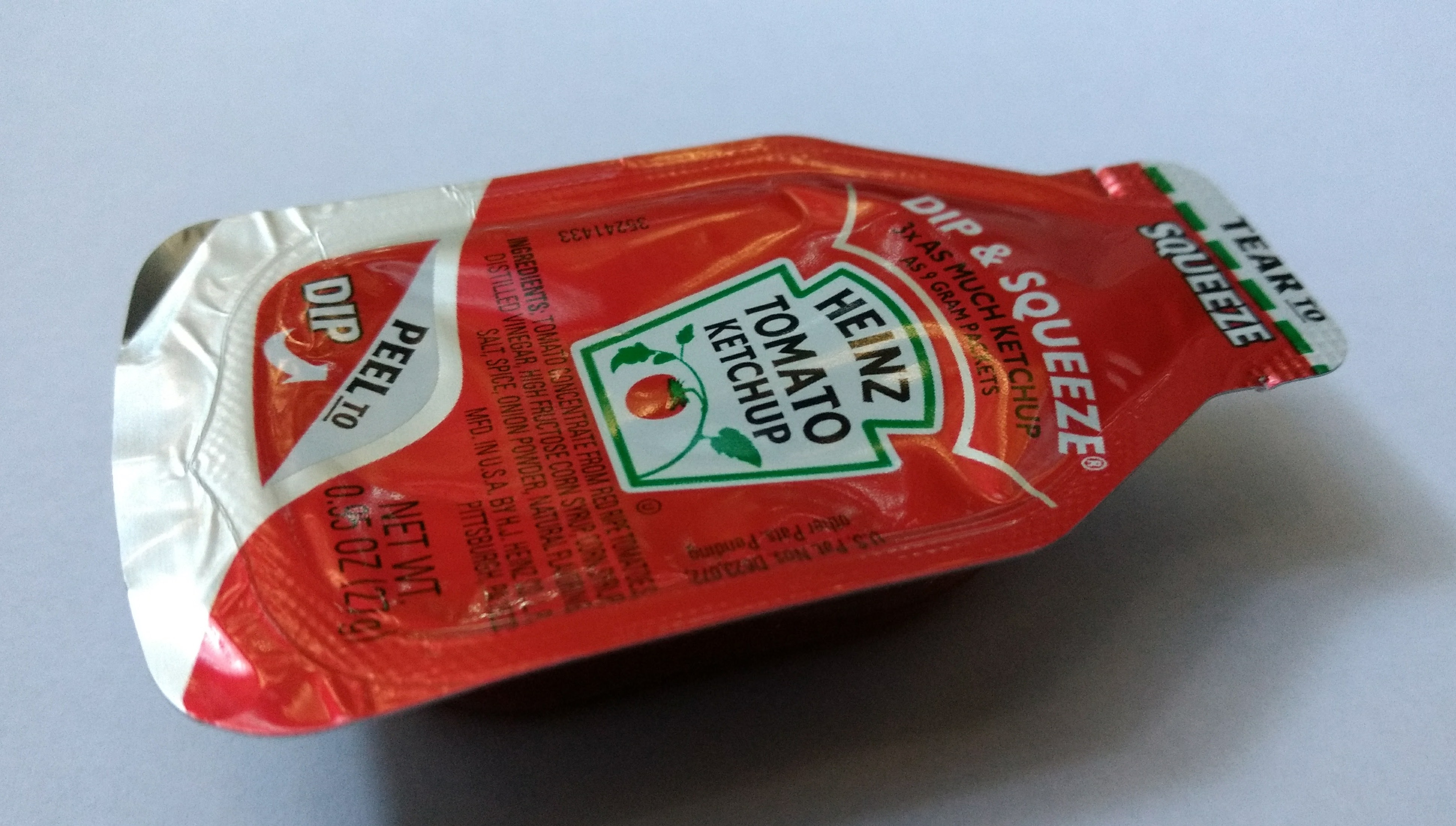
عبوة "Dip & Squeeze".
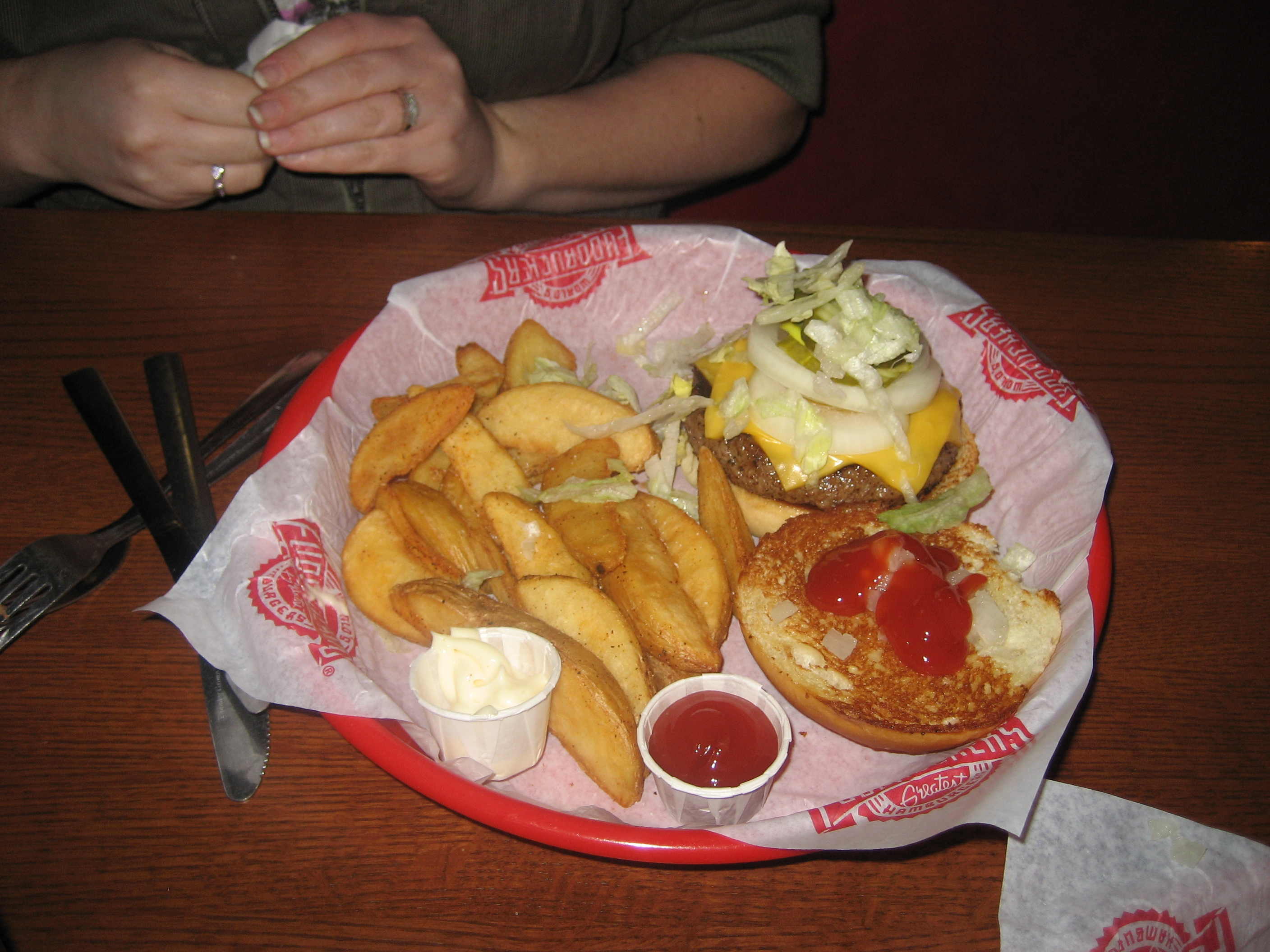
برغر بالجبن مع بطاطس مقلية وكتشب في كوب ورقي.

## التركيب
مكونات كَتشب هاينز (مرتبة من الأعلى إلى الأدني حسب النسبة المئوية من المنتج الكلي) هي: مركز الطماطم من الطماطم الحمراء الناضجة والخل المقطر وشراب الذرة عالي الفركتوز وشراب الذرة والملح والبهارات ومسحوق البصل والمنكهات الطبيعية.

## أنواع الكتشب
لكَتشب الطبخ عدة أنواع:
- طماطم؛
- حفل شواء؛
- حار؛
- حار (فلفل حار)؛
- للأطباق الوطنية.

يمكن تصنيف كل هذه الأنواع في واحدة من أربع فئات، والتي تعتمد على التكنولوجيا وطريقة الإنتاج. وهكذا، تعتبر الكَتشب من فئة «إكسترا» من أعلى مستويات الجودة وهي مصنوعة فقط من أصناف طازجة من الطماطم أو معجون الطماطم باستخدام الإضافات الطبيعية. يليه الكَتشب من الفئات الأعلى والأولى والثانية، حيث يُسمح بإنتاج نسبة صغيرة من المثخنات والمثبتات والملونات.

## السعرات الحرارية
لم يعد تكوين الكَتشب سراً لأي شخص - الطماطم مع التوابل والخل - وهذا ما يجب أن يظهر على عبوة صلصة الطماطم عالية الجودة. يُسمح أيضًا بإضافة السكر والملح والثوم وغيرها من المنتجات الطبيعية التي لا يمكن أن تضر بصحتك بأي حال من الأحوال.
يتكون الكَتشب من 70٪ ماء و 25٪ كربوهيدرات. يحتوي على كمية صغيرة من الدهون والبروتينات والفيتامينات PP و K و E و B9 و C و B6 و B1 و B2 و B5 و A وبيتا كاروتين؛ المعادن: الفلور والسيلينيوم والمنغنيز والنحاس والزنك والبوتاسيوم والكالسيوم والمغنيسيوم والصوديوم.
الكَتشب محتوى السعرات الحرارية منخفض ويصل إلى نحو 100 كيلو كالوري لكل 100 غرام من المنتج .

### القيمة الغذائية في الكتشب
- السعرات الحرارية الموجودة في كل 100 جرام من الكتشب.
- السعرات الحرارية: 110.35
- بروتين: 1.74 g.
- دهون: 0.31 g.
- الكربوهيدرات: 25.15 g.
- كالسيوم:  18 mg.
- كولسترول: 0 mg.
- الصوديوم: 1114 mg.

أما عن كمية الفيتامينات الموجودة في الكَتشب فهي على النحو التالي:
- فيتامين ب6:  15 mg.
- فيتامين ب 12: 0 mcg.
- أيضا فيتامين د: 0 mcg.
- أيضا فيتامين أي:  1.46 mg.
- فيتامين د2 : 0 mcg.
- فيتامين د3: 0 mcg.
- أيضا فيتامين ك: 2.8 mcg.
- الثيامين: 0.01 mg.
- الريبوفلافين: 0.13 mg.
- النياسين: 1.43 mg.

أما عن كمية الأحماض الدهنية فهي كالتالي:
- دهون:0.31 g.
- الأحماض الدهنية المشبعة:0.04  g.
- مجموع الأحماض الدهنية الاحادية المشبعة: 0.05  g.
- الاحماض الدهنية المتعددة المشبعة: 0.13  g.
- الاحماض الدهنية النهائية غير المشبعة: 0  g .
- الأحماض الدهنية مجموع الاحادية الغير مشبعة: 0  g.
- الاحماض الدهنية مجموع المتعددة الغير مشبعة:  0 g.[31]

## طريقة التصنيع
بعد الفرز والغسل والتقطيع توضع الطماطم في أوعية فولاذية كبيرة للمحافظة عليها ولطهيها مسبقاً. يُفصل عصير الطماطم واللب بواسطة التصفية والغربلة. لاحقاً يعالج العصير المفصول إلى كتشب. تتضمن عملية معالجة الكَتشب إضافة مكونات أخرى والطهي والقيام بالمزيد من الغربلة والتصفية وازالة الهواء والتعبئة ومن ثم التبريد.
بعد تصفية العصير، تُضاف مكونات أخرى إلى الخليط لتحقيق المذاق والقوام المطلوبين. طوال العملية بأكملها يجب مراقبة درجة الحرارة باستمرار للتأكد من خلط جميع المكونات خلطًا صحيحًا. ثم يُزال الهواء لمنع التأكسد والحفاظ على اللون المناسب ومنع نمو أي بكتيريا غير مرغوب فيها. قبل تعبئته، يُسخن الكَتشب إلى نحو 88 درجة مئوية (190 درجة فهرنهايت) لمنع التلوث. بعد التعبئة، تُغلق الزجاجات وتُبرد على الفور للحفاظ على نضارتها وتحسين العمر الافتراضي للمنتج.

## القيمة الغذائية
يقارن الجدول التالي القيمة الغذائية للكَتشب مع الطماطم الناضجة غير المطبوخة والصلصا "salsa"، بناءً على معلومات من قاعدة بيانات العناصر الغذائية للاطعمة التابعة لوزارة الزراعة الأمريكية.
| العناصر الغذائية (لكل 100 غرام) | كتشب                   | كَتشب منخفض الصوديوم    | طماطم                | صلصا                  |
| ------------------------------- | ---------------------- | ---------------------- | -------------------- | --------------------- |
| طاقة                            | 419 كـجول (100 ك.سعرة) | 435 كـجول (104 ك.سعرة) | 75 كـجول (18 ك.سعرة) | 150 كـجول (36 ك.سعرة) |
| ماء                             | 68.33 غم               | 66.58 غم               | 94.50 غم             | 89.70 غم              |
| بروتين                          | 1.74 غم                | 1.52 غم                | 0.88 غم              | 1.50 غم               |
| الدهون                          | 0.49 غم                | 0.36 غم                | 0.20 غم              | 0.20 غم               |
| الكربوهيدرات                    | 25.78 غم               | 27.28 غم               | 3.92 غم              | 7.00 غم               |
| صوديوم                          | 1110 ملغ               | 20 ملغ                 | 5 ملغ                | 430 ملغ               |
| فيتامين سي                      | 15.1 ملغ               | 15.1 ملغ               | 12.7 ملغ             | 4 ملغ                 |
| الليكوبين                       | 17.0 ملغ               | 19.0 ملغ               | 2.6 ملغ              | غير متوفر             |

## اللزوجة

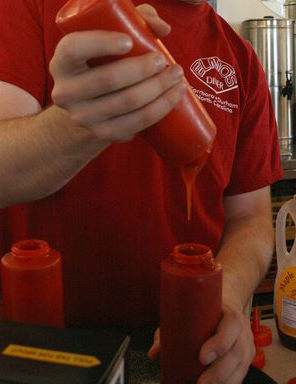
صب الكَتشب بين وعائين بلاستيكيين.

يحتوي كَتشب الطماطم التجاري على مادة مضافة، عادة ما تكون صمغ الزانثان، والتي تعطيه خاصية الترقق بالقص "shear thinning" أو المطاوعة الزائفة أو اللزوجة الزائفة "pseudoplastic". عند إضافة كمية صغيرة نسبيًا من الصمغ، عادة 0.5٪، يؤدي هذا إلى زيادة لزوجة الكَتشب بشكل كبير مما يجعل من الصعب صبه من الوعاء. ومع ذلك، فإن خاصية الترقق بالقصص التي يمنحها صمغ الزانثان تضمن أنه عندما تُطبق قوة على الكتشب، فإنه ستخفض اللزوجة مما يسمح بتدفق المائع. من الطرق الشائعة لإخراج الكَتشب من الزجاجة قلب الزجاجة ورجها أو ضرب الجزء السفلي بكعب اليد، مما يؤدي إلى تدفق الكَتشب بسرعة. يساعد ذلك على تدفق الكَتشب من خلال تطبيق قوة القص الصحيحة. تعمل هذه التقنية بسبب خصائص الموائع زائفة اللزوجة، حيث تقل لزوجتها (مقاومة التدفق) مع زيادة معدل القص. كلما طُبقت قوة القص على الكَتشب بشكل أسرع (عن طريق هز الزجاجة أو النقر عليها)، أصبح أكثر سيولةً. بعد إزالة القص، يتخن الكَتشب ليعود إلى لزوجته الأصلية.
الكَتشب هو مائع غير نيوتوني، مما يعني أن لزوجته تتغير تحت تأثير الإجهاد وليست ثابتة. وهو مائع يترقق بالقص مما يعني أن لزوجته تتناقص مع زيادة إجهاد القص. المعادلة المستخدمة لتعيين مائع غير نيوتوني هي:
{\displaystyle \eta =\tau /{\dot {y}}}.
تمثل هذه المعادلة اللزوجة الظاهرية، حيث أن اللزوجة الظاهرية تساوي إجهاد القص مقسوماً على معدل القص. وهذا يعني أن اللزوجة تعتمد على الإجهاد. يتضح هذا عند رج زجاجة الكَتشب بحيث يصبح سائلًا بدرجة كافية ليخرج منها، وهذا يحدث لان لزوجة الكَتشب انخفضت نتيجة الإجهاد.

## الفصل
الكَتشب هو أحد المنتجات العديد القابلة للإرتشاح، مما يعني أن الماء داخل المنتج ينزاح معاً في الوقت الذي تترسب فيه الجزيئات الأكبر داخل المنتج، مما يؤدي في النهاية إلى انفصال الماء. هذا يشكل طبقة من الماء فوق الكَتشب بسبب عدم الاستقرار الجزيئي داخل المنتج. يحدث عدم الاستقرار هذا بسبب التفاعلات بين الجزيئات الكارهة للماء والجزيئات المشحونة داخل مستعلق الكتشب.

## فوائد الكتشب وأضراره
الكَتشب من الإضافات الأكثر شيوعًا، يضاف لكثير من المقليات ويستخدم في كل مطاعم الوجبات الجاهزة، ويفضله معظم الكبار والصغار، وهو مستمد من الطماطم (البندورة)، التي تمثل عنصرا أساسيا في الكتشب، وغالبًا ما يستخدم للأطعمة الدهنية مثل الهامبرجر، والهوت دوج، والبطاس المقلية، ووفقًا لما نشر مؤخرًا بموقع "Health.com" فإن للكَتشب 5 فوائد صحية وهي:
1-	منخفض السعرات الحرارية
يمكن استخدام الكَتشب لإضافة نكهة إلى الأطعمة الخاصة بك ويكون مفيدا لأنه منخفض في السعرات الحرارية، حيث إن ملعقة كبيرة من صلصة الطماطم توفر 15 سعرة حرارية فقط، أي أقل من 1 في المائة من المدخول اليومى الموصى به من 2000سعر حرارى، وهذا هو أقل بكثير من السعرات الحرارية المتوفرة في التوابل الأخرى، مثل المايونيز، الذي يوفر 100 سعر حرارى لكل ملعقة.
2-	يحتوى على نسبة قليلة من الدهون
الكَتشب يحتوى عملياً على أقل من 0.1 جرام لكل ملعقة كبيرة، وهذا يجعله خاليًا من الدهون المشبعة، وهي الدهون الضارة التي تساهم في أمراض القلب والأوعية الدموية، كما أن دهون الكَتشب أقل بكثير من الدهون الموجودة في التوابل الأخرى؛ ملعقة كبيرة من المايونيز تحتوى على 11 جراما من الدهون، والأطعمة الغنية بالدهون يمكن أن تكون ضارة بشكل خاص وتؤدى لزيادة الوزن لأنها ليست عالية في السعرات الحرارية فقط، ولكن تعزز انخفاض معدلات حرق السعرات الحرارية، وفقا لبحث نشر عام 2001 بالمجلة الدولية للسمنة.
3-	منخفض في الكربوهيدرات
الكَتشب منخفض في الكربوهيدرات، فهو أقل من 4 جرامات في كل حصة، هذا ما يجعله أكثر ملاءمة للحمية، حيث إنه أكثر نوع من التوابل والإضافات المنخفضة في الكربوهيدرات.
4-	يحتوى على نسبة عالية من الليكوبين
المحتوى العالى من الليكوبين أحد الفوائد الهامة للكتشب، والليكوبين هو مضاد للأكسدة، مما يعنى أنه يحمى خلايا الجسم من ضرر الجذور الحرة، بالإضافة إلى ذلك، فإن جمعية السرطان الأمريكية أوضحت أن الليكوبين قد يساعد أيضا في تعزيز مستويات الكولسترول وتقليل خطر الإصابة ببعض أنواع السرطان، مثل المثانة والرئة وسرطان المعدة.
5-	يحتوى على نسبة عالية من فيتامين A
الكَتشب أيضا مصدر غنى بفيتامين A، وهذا الفيتامين يحافظ على صحة العيون وبنية الجلد والأغشية المخاطية والأسنان والعظام.
أضرار الكتشب :
– أولاً الكَتشب الجاهز يحتوي على نسبة من السكر .. تبين أن مقدار السكر في كل زجاجة من زجاجات الكَتشب تقدر كمية السكر فيها بربع الزجاجة تقريباً والمعروف أن كلما زادت نسبة السكر في الدم ارتفع خطر الإصابة بالأمراض الخطيرة .
– ثانياً الكَتشب الجاهز يرفع نسبة الصوديوم في الجسم … اتضح من خلال الدراسات أن نسبة الصوديوم تزيد في جسم الإنسان بتناول ملعقة من الكَتشب وقدرت بنحو 7% من الصوديوم بتناول ملعقة واحدة جسمك ليس في حاجة لها سوف يكون لها أضرار وخيمة من بينها اضطراب النظام الغذائي .
– ثالثاً الكَتشب يحتوي على نسبة كبيرة من الفركتوز.. انتشر مؤخراً مجموعة من الشائعات حول الكَتشب كونه يحتوي على نسبة كبيرة من شراب الفركتوز وخلط الكثير من الناس بين تأثير تلك الشراب وتأثير السكر في الدم ولكن يعتبر تأثير شراب الفركتوز أعلى بكثير من تأثير السكر في الدم لأنه ليس طبيعياً لأنه أُنتج من الذرة المعدلة وراثياً وهذا ما يؤدي إلى التعرض للإصابة بأمراض الكبد، وزيادة الوزن، والسكري، ويجعل الجسم غير قادر على مقاومة تلك الأمراض لأنه يخفض جهاز المناعة.
– رابعاً الكَتشب يحتوي على الخل المقطر .. تبلغ كمية الخل المقطر للملعقة الواحدة من الكَتشب نحو 4 جرام والضرر من الخل المقطر يأتي من أنه يصنع من الذرة المعدلة وراثياً وما لا يعرفه الكثيرأن تلك النوع من الذرة ينمو بصحبة المبيدات ويتسبب تلك الخل في الإضرار بصحة البنكرياس، وجهاز المناعة .
– خامساً الكَتشب الجاهز يخلو من القيمة الغذائية .. يعتقد البعض أن الطماطم الطازجة الغنية بالفيتامينات ومادة الليكوبين المقومة للأمراض هي المكون الرئيسي للكَتشب ولكن العكس غير ذلك فمعجون الطماطم المستخدم لإعداد الكَتشب ضار جداً لأنه يحتوي على مواد حافظة، ومواد كيميائية ضارة بصحة الجسم أبرزها الزئبق.
– سادساً الكتشب، والسرطان ..يحتوي الكَتشب على مادة الفيلينين وهي عبارة عن مادة مؤكسدة تشير إلى وجود مواد مسرطنة .
– سابعاً الكتشب، وأمراض المعدة.. يتسبب الكَتشب في زيادة نسبة الحموضة وهياج المعدة وذلك لأنه يحتوي على نوع معين من الأسيد .
الأطفال والكَتشب الجاهز .. يعشق الأطفال الكَتشب ولكن جمعية القلب الأمريكية أكدت على ضرورة المحافظة على الجسم من زيادة نسبة السكر ومن أبرز الطرق التي تمكنك من ذلك عهي الابتعاد عن تناول الكَتشب خاصة في وجبة العشاء .

## معرض الصور

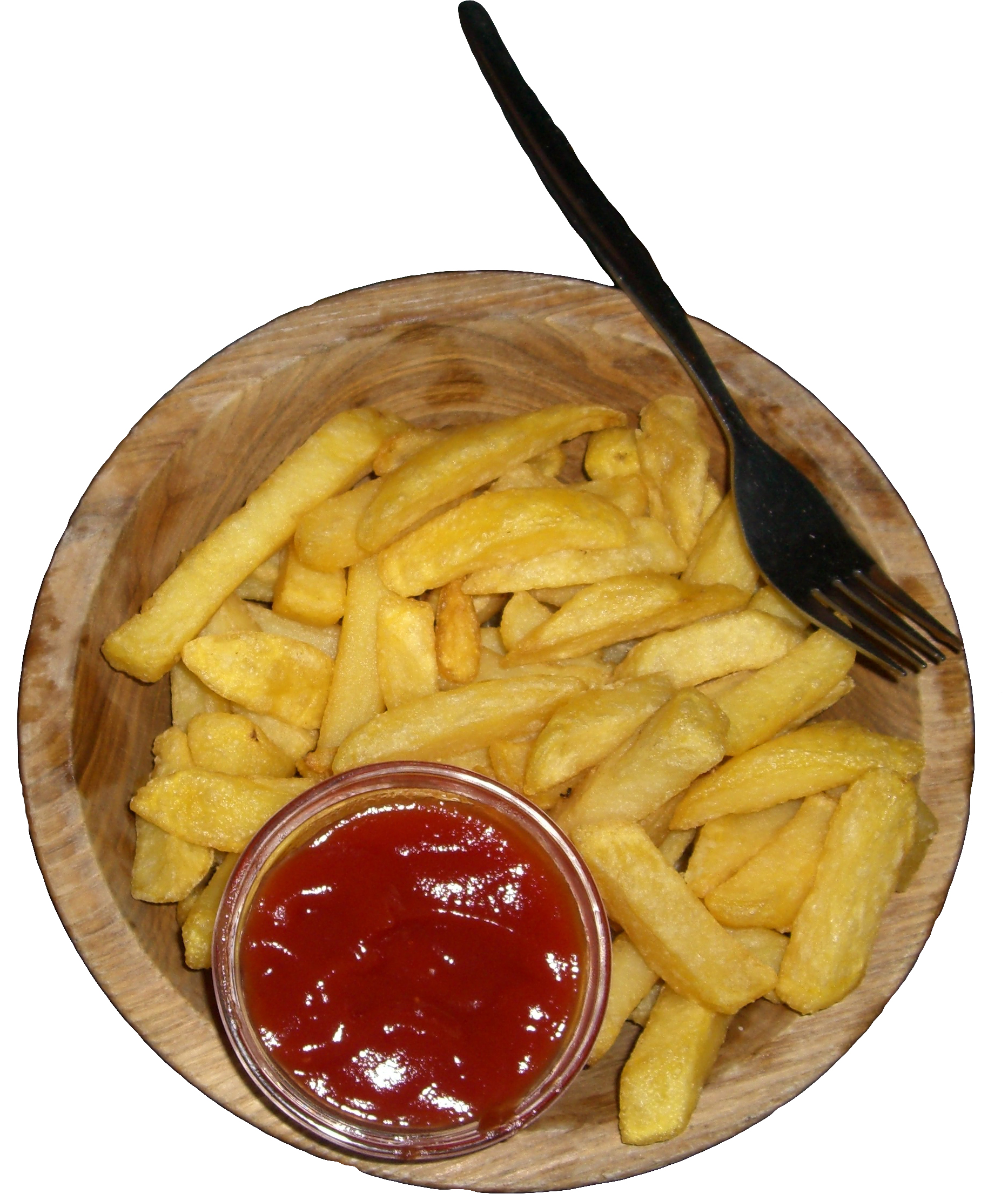
طبق من البطاطس المقلية مع الكتشب.
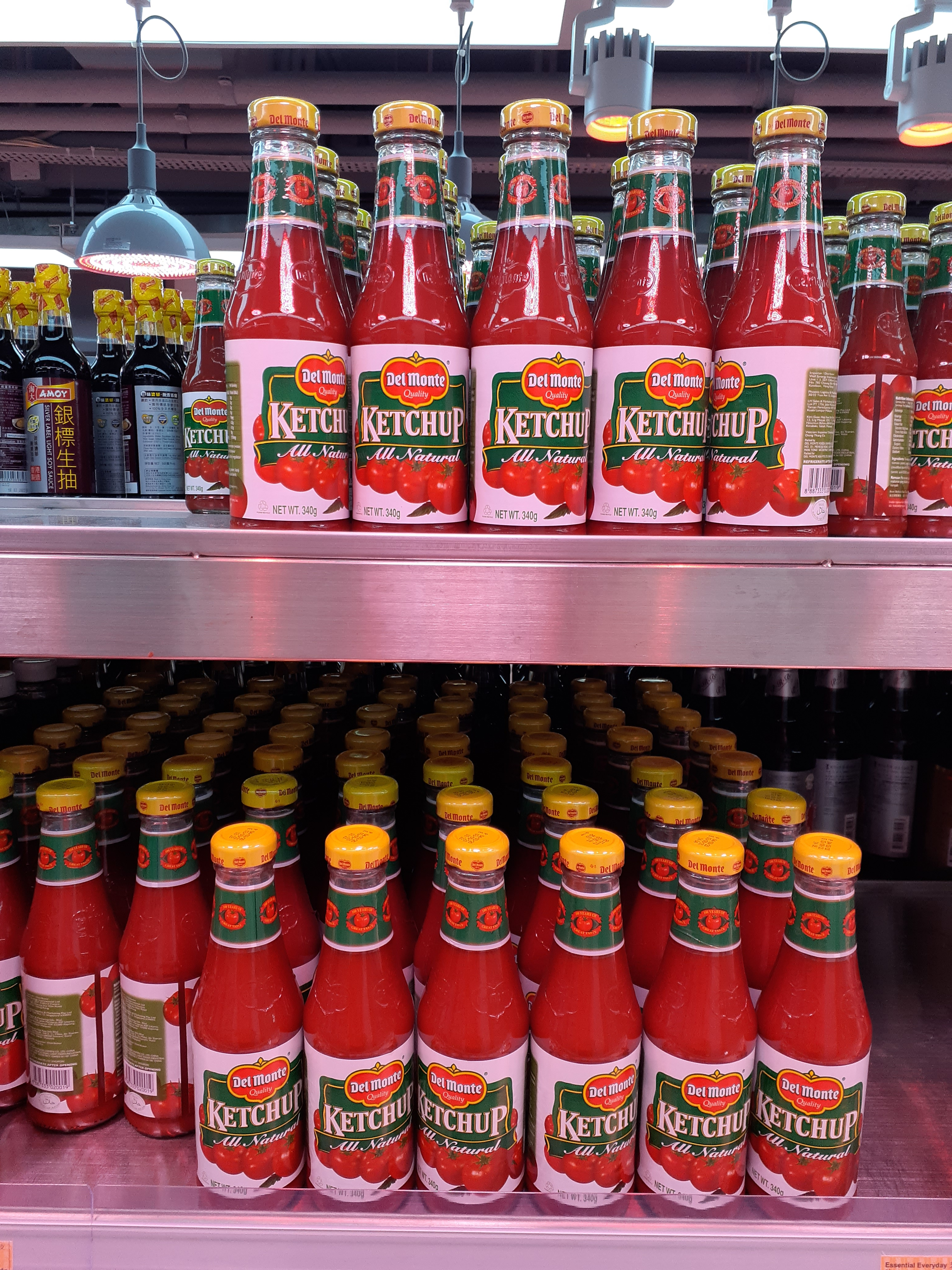
زجاجات كتشب على أرفف احد المتاجر.
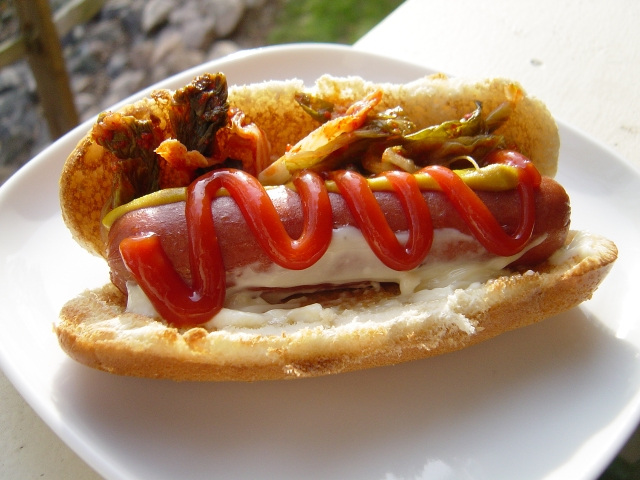
هوت دوغ مع الكتشب.

## روابط خارجية
- وايزمان، دان (11 مايو 2015). "لماذا أكياس الكاتشب غير مريحة؟". ماركيت بلايس. اميركان بابليك ميديا. لطالما تساءلت ... (سلسلة قصصية). مؤرشف من الأصل في 2015-12-30. اطلع عليه بتاريخ 2015-08-09. حول أصل كيس الكتشب الذي يزن 9 جم.
- هل استخدم جورج واشنطن الكتشب؟ (التاريخ ووصفات القرن الثامن عشر)